# سمية الألفي
سمية الألفي (23 يوليو 1953 -)، ممثلة مصرية.

## عن حياتها
ولدت في الشرقية، حصلت على ليسانس الآداب قسم اجتماع، ظهرت أول مرة في مسلسل أفواه وأرانب، تزوجت أول مرة من الفنان فاروق الفيشاوي ولها منه ولدان هم أحمد وهو ممثل وعمر إلا إنها انفصلت عنه بعد ذلك، وتزوجت من الملحن مودي الإمام وبعده المخرج جمال عبد الحميد وبعده المغني مدحت صالح وكانت فترة الزواج قصيرة جداً.

## أعمالها
بدأت العمل في مجال التمثيل خلال سبعينيات القرن العشرين من خلال التلفزيون ثم المسرح حيث شاركت بمسرحية أولاد علي بمبة عام 1976، ثم فيلم الحساب يا مدموزيل بنفس العام، لتتوالى بعدها أعمالها ما بين السينما والمسرح والتلفزيون. ومن أبرز أعمالها علي بيه مظهر و40 حرامي، الراية البيضا، بوابة الحلواني، ليالي الحلمية.

### أفلام
| - تلك الأيام:2010-والدة على النجار - دماء بعد منتصف الليل:1995-نبيلة - ليل ورجال:1993-الدكتورة ناهد - الشيطان يستعد للرحيل:1990-سهير - إلى أين تأخذني هذه الطفلة:1989 - نوع من الرجال:1988 - أسعد الله مساءك:1987-نرجس | - القرداتي:1987-سنيّة - حد السيف:1986-سحر - مشوار عمر:1986-سهام - فقراء ولكن سعداء:1986-سهير ابنة خالة نجلاء - الموظفون في الأرض:1985-فاطمة كامل عبد الشكور - علي بيه مظهر و40 حرامي:1985-حسنية عبد الله فرحات - الطوفان:1985 | - الحلال والحرام:1985-نوال - عندما يبكي الرجال:1984-ليلى - السطوح:1984-سونا - المجهول:1984-فاطمة - شاطئ الحظ:1983-وفاء - رحلة عيون:1983-لبنى - وضاع حبي هناك:1982-صفية سامى | - وكالة البلح:1982-ميرفت - أذكياء لكن أغبياء:1980-سلوى - عيب يا لولو .. يا لولو عيب:1978-عيشه مدبولى أخت لولو من الأم - الحساب يا مدموازيل:1976-احلام - الكداب:1975 - محسبشي حسابه - فخ الثعالب |

### مسلسلات
| - نجوم الظهر:2003 - شاطيء الخريف:2003 - كناريا وشركاه:2003-سناء - القلب إذا هوى:2003-نجوى - شمس منتصف الليل:2002 - العطار والسبع بنات:2002-الحاجة سيدة - منشية البكري:2001 - مقام المالطي:2001 - ليلة مقتل العمدة:2000-سعدية - الأقدار:2000 - أحلام مؤجلة:2000 - ع الحلوه والمره:1999-نعيمه - البرج اللى فاضل:1999 - ميراث الريح:1999-نفسية - المفتاح الضائع:1998 - اللعب في المضمون:1998-سمية - بريق منتصف الليل:1998 - أحلام وردية:1998 | - أوراق من المجهول:1998-أمل محجوب - سنوات الغربة:1997 - عزبة المنيسي:1996 - لن أمشي طريق الأمس:1995-نادية - الصياد والأفعى:1995 - اثنين في واحد:1995 - عزبة القرود:1994 - المزاد:1993-عزيزة - قشتمر:1993 - قلب الأسد:1993-سهام - الوديعة:1992 - بوابة الحلواني:4 أجزاء -الأميرة أشرقت - وكان لقاء:1992-نور فتحي أبوطالب - اللاعبون بالنار:1990-نادية أبو العزم - آن الأوان:1990 - ليلة هروب:1989-نورة سالم عبد العليم - ليالي الحلمية :4 أجزاء -الأميرة نورهان - رقيب لا ينام:1988 | - الراية البيضا:1988-أمل - الطبري:1987-منية النفس بنت عبيد الله - النهر لا يحترق:1987 - الأفيال:1986-زوجة منصور - رحلة المليون:1984-نسمة - الحياة مرة أخرى:1984 - قلب من ذهب:1983-ميرفت - بستان الشوق:1982 - زهرة البنفسج:1982 - أرزاق:1982-عايدة - أيوب البحر:1982 - أبواب المدينة (ج1) :1981-ميرفت - قلبي على ولدي:1981 - نساء في شعاع النبوة:1980-الخنساء - أفواه وأرانب:1978-نهى - بستان الشوك:1978-ألفت - قطار منتصف الليل:1978-فلة - لا أنام:1977 | - ماشي يا دنيا ماشي:1977 - العاصفة:1977 - الهاربان:1976 - الشاطئ المهجور:1975 - البركان الهادئ - لمن اترك كل هذا - الحب والصبار - نهاية القصة - حلم رجل بسيط - مين اللي فيهم - حالة خاصة - أزواج وزوجات - الخطة - أقوى من الطوفان - الخروج من الدائرة - الوسادة الخالية - جنة حتحوت |

### سهرة تليفزيونية
| - تحت الملاحظة:1993-راندا - ملحمة كبريت:1985-بروكسيان - ألوان - حبيتك بالصيف - اعتراف | - شقة وألف ساكن - عناق الموت والحياة-نجوى - ولا في الأحلام - الحب أقوى - نساء الصمت | - قضية بدون متهم - الحب كلمة من حرفين - فتاة مسئولة - لعبة الصمت-ميرفت محمود - سواق التاكسي-فردوس (دوسة) |

### أخرى
| - فحص شامل:2016-ضيفة - عقد النجوم:2011-ضيفة - على مسؤوليتي:2001-ضيفة - الأيام المخمورة:1999 | - بحبك يا مجرم:1992 - اولاد علي بمبه:1975 - خصوصي جدا - الدخان-جمالات | - مزيكا وبولوتيكا - البحيرة - اثنين في القفص-نانسي الزعفراني - السيرة 2021 ضيفة |

## وصلات خارجية
- سمية الألفي على موقع أرشيف الشارخ.
- سمية الألفي على موقع IMDb (الإنجليزية)
- سمية الألفي على موقع الدهليز
- سمية الألفي على موقع قاعدة بيانات الأفلام العربية
- سمية الألفي على موقع قاعدة بيانات الفيلم (الإنجليزية)